# بدر الدين بنعاشور
بدر الدين بنعاشور مواليد 2 يوليو 1994 لاعب كرة قدم مغربي يشغل مركز حراسة المرمى.

## روابط خارجية
- بدر الدين بنعاشور على موقع الاتحاد الدولي (مؤرشف)  (الإنجليزية)
- بدر الدين بنعاشور على موقع قاعدة بيانات كرة القدم.إي يو (الإنجليزية)

- "CAF - Competitions - 20th Edition of CAF Champions League - Team Details - Player Details". Cafonline.com. 8 سبتمبر 1994. مؤرشف من الأصل في 2019-12-13. اطلع عليه بتاريخ 2017-01-09.